# Szymon Ogłaza
Szymon Przemysław Ogłaza (ur. 6 lutego 1979 w Blachowni) – polski polityk, samorządowiec i urzędnik, w 2014 przewodniczący Rady Miasta Opola, w latach 2015–2024 członek zarządu województwa opolskiego, od 2024 marszałek województwa opolskiego.

## Życiorys
Syn Sławomira i Anny. Na Uniwersytecie Opolskim ukończył studia z politologii (specjalność samorządowo-ustrojowa oraz z zakresu europeistyki). Pracował m.in. w przedsiębiorstwie CTC Polska, gdzie zajmował się unijnymi projektami dotyczącymi rynku pracy. Od 2008 do 2015 kierował gabinetem wojewody opolskiego, był również jego pełnomocnikiem ds. polskiej prezydencji w Radzie Unii Europejskiej. W latach 2011–2014 pełnił funkcję wiceprzewodniczącego rady Opolskiego Oddziału Wojewódzkiego Narodowego Funduszu Zdrowia.
Zaangażował się w działalność polityczną w ramach Platformy Obywatelskiej. W 2012 został jej skarbnikiem w regionie opolskim, a w 2017 członkiem rady krajowej. W listopadzie 2021 objął funkcję wiceprzewodniczącego PO w województwie. W 2010 i 2014 wybierany do Rady Miasta Opola. Od listopada do grudnia 2014 kierował tym gremium (odwołano go po zmianie koalicji). 24 listopada 2015 został powołany na stanowisko członka zarządu województwa opolskiego. Na tym stanowisku pozostał także w zarządzie kolejnej kadencji powołanym 21 listopada 2018. W 2018 został również po raz pierwszy wybrany do Sejmiku Województwa Opolskiego, w wyborach w 2024 z powodzeniem ubiegał się o reelekcję. 9 maja tego samego roku ponownie objął funkcję członka zarządu województwa. 12 czerwca 2024 został natomiast wybrany na urząd marszałka województwa opolskiego.

## Odznaczenia
- Odznaka Honorowa za Zasługi dla Samorządu Terytorialnego – 2025[14]